# Jerzy Pilch

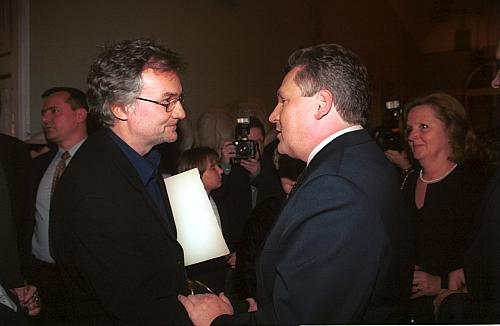
Spotkanie Jerzego Pilcha z Aleksandrem Kwaśniewskim podczas uroczystości ogłoszenia i wręczenia Nagrody Nike 2001

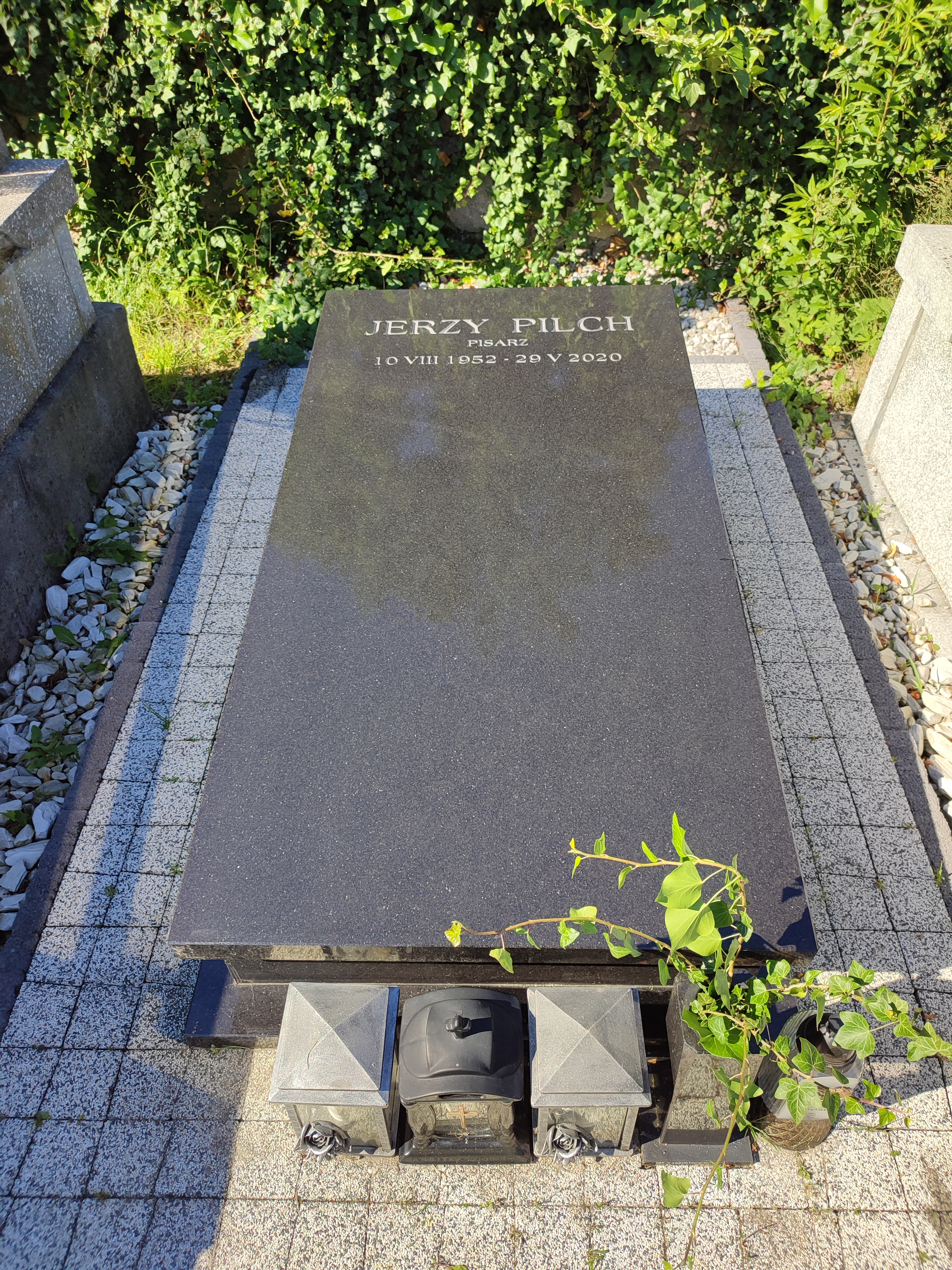
Grób Jerzego Pilcha na cmentarzu Starym w Kielcach (kwatera XXV, rząd A, grób 65)

Jerzy Andrzej Pilch (ur. 10 sierpnia 1952 w Wiśle, zm. 29 maja 2020 w Kielcach) – polski pisarz, publicysta, felietonista, dramaturg i scenarzysta filmowy. Był laureatem wielu nagród, m.in. Nagrody Fundacji im. Kościelskich (1989) za tom opowiadań Wyznania twórcy pokątnej literatury erotycznej i Nagrody Literackiej „Nike” (2001) za powieść Pod Mocnym Aniołem.

## Życiorys
Syn Władysława Pilcha, wykładowcy na Akademii Górniczo-Hutniczej, i Wandy z domu Czyż, farmaceutki. Ukończył filologię polską na Uniwersytecie Jagiellońskim. W czasie studiów zaprzyjaźnił się z Marianem Stalą i Bronisławem Majem. W latach 1975–1985 był adiunktem w Instytucie Filologii Polskiej UJ, rozpoczął też studia doktoranckie na tej uczelni. W 1975 zadebiutował jako krytyk literacki, a od 1978 był redaktorem czasopisma „Student”. Od 1977 do 1981 był członkiem Polskiej Zjednoczonej Partii Robotniczej. W latach 80. zaangażował się w tworzenie niezależnego czasopisma kulturalno-literackiego „NaGłos”. Związał się też z „Tygodnikiem Powszechnym” i w latach 1989–1999 był członkiem jego zespołu redakcyjnego.
Publikował felietony kolejno na łamach „Hustlera”, „Polityki” (od marca 1999 do czerwca 2006), „Dziennika” (od czerwca 2006 do sierpnia 2009) i „Przekroju” (od stycznia 2010 do listopada 2011). Od lipca 2012 ponownie był felietonistą „Tygodnika Powszechnego”.
W 1989 otrzymał Nagrodę Fundacji im. Kościelskich za tom opowiadań Wyznania twórcy pokątnej literatury erotycznej. W kwietniu 1998 za książkę Tysiąc spokojnych miast otrzymał wyróżnienie Krakowska Książka Miesiąca. W tym samym roku został laureatem Paszportu „Polityki” za powieść Bezpowrotnie utracona leworęczność. W 2001 otrzymał Nagrodę Literacką „Nike” za powieść Pod Mocnym Aniołem. Pisarz był także pomysłodawcą Ogólnonarodowego Konkursu na Opowiadanie, który ogłosił na łamach „Polityki” pod koniec 2003. Konkurs nosił nazwę Pisz do Pilcha, a jego owocem jest antologia Pisz do Pilcha. Opowiadań współczesnych trzydzieści i trzy (2005).
W 2004 otrzymał Nagrodę im. ks. Leopolda Jana Szersznika za całokształt twórczości i promocję Śląska Cieszyńskiego. Na zamówienie Teatru Narodowego napisał komedię Narty Ojca Świętego (2004).

## Film i telewizja
W 1994 jego powieść Spis cudzołożnic. Proza podróżna została przeniesiona na duży ekran. Reżyserem, autorem scenariusza oraz odtwórcą głównej roli w filmie Spis cudzołożnic jest Jerzy Stuhr. Pilch był współtwórcą dialogów do adaptacji oraz pojawił się również na ekranie w Spisie cudzołożnic w epizodycznej roli mężczyzny, którego główny bohater spotyka w barze.
W 2013 film Pod Mocnym Aniołem na podstawie powieści Pilcha wyreżyserował Wojciech Smarzowski, który był też autorem scenariusza.
Był również autorem scenariuszy do dwóch filmów z cyklu Święta polskie: Żółty szalik (2000) oraz Miłość w przejściu podziemnym (2006). Pierwszy obraz został nagrodzony m.in. na Festiwalu Polskich Filmów Fabularnych w Gdyni.
Jego sztuki były adaptowane dla potrzeb Teatru TV: Monolog z lisiej jamy (1998), Narty Ojca Świętego (2006), Zabijanie Gomułki (2018). Ponadto na podstawie powieści Pilcha Inne rozkosze powstał również spektakl telewizyjny pod tym samym tytułem (1998).
Pisarz był autorem scenariusza dwóch odcinków serialu telewizyjnego Bar Atlantic. Wystąpił także w filmie Wtorek (2001) Witolda Adamka. Był też bohaterem dokumentu Jerzy Pilch. Wyznania człowieka piszącego po polsku (1999) w reżyserii Aleksandry Czerneckiej i Dariusza Pawelca.

## Życie prywatne
Należał do Kościoła Ewangelicko-Augsburskiego. Był kibicem klubu piłkarskiego Cracovia. Z żoną Anną miał córkę Magdalenę.
W 2012 ogłosił, że cierpi na chorobę Parkinsona, przy czym schorzenie to ujawniło się w związku z nadużywaniem przezeń alkoholu, do czego przyznał się publicznie. Życie z tym nieuleczalnym schorzeniem i związana z tym świadomość powolnej degeneracji własnego ciała i umysłu należały do głównych tematów, jakie Pilch poruszał w latach 2012–2013 w swoim Drugim dzienniku, publikowanym na bieżąco w „Tygodniku Powszechnym”, a następnie wydanym w formie książkowej przez Wydawnictwo Literackie. Począwszy od lata 2013 rubryka ta zmieniła nieco charakter i później, pod nazwą Drugi dziennik, czyli autobiografia w sensie ścisłym, skupiała się na historiach z czasów dzieciństwa pisarza spędzonych w Wiśle. W związku z utrudnieniami w poruszaniu się na wózku inwalidzkim pisarz zdecydował się przenieść z Warszawy do mniejszego ośrodka i od grudnia 2019 mieszkał z żoną w Kielcach. Tam też zmarł w wieku 67 lat. 4 czerwca 2020 po nabożeństwie żałobnym w ewangelicko-augsburskim kościele Świętej Trójcy w Kielcach, urna z prochami pisarza została złożona na komunalnym cmentarzu Starym w Kielcach (kwatera XXV, rząd A, grób 65).

## Upamiętnienie
Od 2021 roku na przełomie maja i czerwca w Wiśle odbywa się Festiwal Słowa Granatowe Góry im. Jerzego Pilcha a w Kielcach we wrześniu festiwal literacki Pociąg do literatury. Część wydarzeń poświęcona jest twórczości pisarza.
Imię Jerzego Pilcha od 2022 roku nosi Miejska Biblioteka Publiczna w Kielcach, kilka przedmiotów osobistych pisarza wyeksponowano w jednej z filii biblioteki na dworcu autobusowym przy ulicy Czarnowskiej. 
W tym samym roku odsłonięto jego popiersie w Alei Sław na Skwerze im. Szarych Szeregów w Kielcach autorstwa rzeźbiarki Aleksandry Wiater.

## Występy w filmach
- 1994: Spis cudzołożnic jako mężczyzna w barze
- 2001: Wtorek jako Jerzy, właściciel wytwórni krasnali ogrodowych

## Twórczość
- Wyznania twórcy pokątnej literatury erotycznej, Londyn: Puls, 1988 (Nagroda Fundacji im. Kościelskich 1989).
- Spis cudzołożnic. Proza podróżna, Londyn: Puls, 1993.
- Rozpacz z powodu utraty furmanki, Kraków: Znak, 1994.
- Inne rozkosze, Poznań: a5, 1995.
- Monolog z lisiej jamy, Kraków: Universitas, 1996.
- Tezy o głupocie, piciu i umieraniu, Londyn: Puls, 1997 (finał Nagrody Literackiej Nike 1998[14]).
- Tysiąc spokojnych miast, Londyn: Puls, 1997.
- Bezpowrotnie utracona leworęczność, Kraków: Wydawnictwo Literackie, 1998 (finał Nagrody Literackiej Nike 1999[15], Paszport Polityki 1998).
- Opowieści wigilijne, wraz z Olgą Tokarczuk i Andrzejem Stasiukiem, „Czarna Ruta”, 2000.
- Pod Mocnym Aniołem, Kraków: Wydawnictwo Literackie, 2000 (Nagroda Literacka Nike 2001[16]).
- Upadek człowieka pod Dworcem Centralnym, Kraków: Wydawnictwo Literackie, 2002.
- Miasto utrapienia, Warszawa: Świat Książki, 2004 (nominacja do Nagrody Literackiej Nike 2005[17])
- Narty Ojca Świętego, Warszawa: Świat Książki, 2004.
- Moje pierwsze samobójstwo, Warszawa: Świat Książki, 2006 (finał Nagrody Literackiej Nike 2007[18]).
- Pociąg do życia wiecznego, Warszawa: Świat Książki, 2007 (zbiór felietonów, które ukazały się w latach 2002–2006 na łamach tygodnika „Polityka” i od czerwca 2006 w „Dzienniku” – nominacja do Nagrody Literackiej Nike 2008[19]).
- Marsz Polonia, Warszawa: Świat Książki, 2008 (nominacja do Nagrody Literackiej Nike 2009[20])
- Sobowtór zięcia Tołstoja, Warszawa: Świat Książki, 2010.
- Dziennik, „Wielka Litera”, 2012 (nominacja do Nagrody Literackiej Nike 2013[21], nominacja do Nagrody Literackiej Gdynia[22][23]).
- Wiele demonów, „Wielka Litera”, 2013 (Nagroda Literacka Gdynia 2014[24], finał Nagrody Literackiej Nike 2014[25]).
- Drugi dziennik, Kraków: Wydawnictwo Literackie, 2013 (nominacja do Nagrody Literackiej Nike 2014[25]).
- Zuza albo czas oddalenia, Kraków: Wydawnictwo Literackie, 2015[26]
- Zawsze nie ma nigdy. Jerzy Pilch w rozmowach z Eweliną Pietrowiak, Kraków: Wydawnictwo Literackie, 2016
- Portret młodej wenecjanki, Kraków: Wydawnictwo Literackie, 2017[27]
- Inne ochoty. Jerzy Pilch w rozmowach z Eweliną Pietrowiak. Część 2. Kraków: Wydawnictwo Literackie, 2017
- Żywego ducha, Kraków: Wydawnictwo Literackie, 2018
- Trzeci dziennik, Kraków: Wydawnictwo Literackie, 2019
- Żółte światło, Warszawa: Wielka Litera, 2019[28]
- Widok z mojego boksu, Kraków, Wydawnictwo Miesięcznik Znak, 2019[29]
- 60 felietonów najjadowitszych, Warszawa, Wielka Litera, 2020 – zawiera felietony publikowane wcześniej w:
  - Rozpacz z powodu utraty furmanki (Teoria zwycięstwa, Tak jest ze wszystkim, Europejczyk w prasłowiańskich gaciach, Beznamiętny opis lokalu obwodowej komisji wyborczej, Magowie ciemnych spraw, Nie ma dymu bez teczki, Święto, Pechowiec, Jak chodzić, Jak jest?, Skarb ukryty w cichym kąciku, Fiszki Mariana S., Czarny Kapturek, Zrobiony na niebiesko)
  - Aneks, czyli pięć pamfletów z „Nagłosu” mówionego (Szał twórczy członka Rady Państwa, Ból rżnie serce na żywo, Porzućcie wszelką nadzieję, Niczym nieprzerywana równina, My oba to jedna osoba)
  - Tezy o głupocie, piciu i umieraniu (Dlaczego Chruszczowowi podobał się Jeden dzień Iwana Denisowicza?, Guzik, Pępek felietonisty, Babina z Peerelu, Pochwała kłamstwa, Za dużo much, Zielone zęby Przewodniczącego Mao (1), Zielone zęby Przewodniczącego (2), Zielone zęby Przewodniczącego (3), Polska Eliot, Twórczość, ć, ć, ć..., Nie być wcale, Zwód tenisisty”)
  - Upadek człowieka pod dworcem centralnym (Historia węża w butelce, Zmierzch myśliciela, Wszystko ułożone i skończone, Ani tak, ani tak, A może byś chciała Polaka?, Bułka mało słona, Śmieszna rura, Ciastko z pianą, Cierpieć jak Iwaszkiewicz, Oddzielić ziarno od Maciąga, Jak powstaje krytyk literacki, Ja, człowiek teatru, Włożyć gacie, „Burek jest pogryziony”, Boski Janusz, Nieśmiali rezerwiści (1), Nieśmiali rezerwiści (2), Nieśmiali rezerwiści (3))
  - Pociąg do życia wiecznego (Nieopisane prezenty, Uwagi o samotności, Moja matka i Księga Nehemiasza, Alojzy Piontek i Ryszard Krynicki, Na wydobycie prochów Farinellego, Same wiersze, Ponury los pierwowzoru, Władysław Gomułka przemawia z zaświatów, Pierwsza pielgrzymka Jarosława Kaczyńskiego do ojczyzny, Partia, która pozostała matką)[30].

## Ekranizacje
- Pod Mocnym Aniołem (film)
- Spis cudzołożnic